# Francesco Tamburini
Francesco Tamburini (1846, Ascoli Piceno, Italia - 1890, Buenos Aires, Argentina) fue un arquitecto italiano contratado por el Estado Argentino durante la presidencia de Julio A. Roca para trabajar como arquitecto nacional.
Estudió en la Universidad de Bolonia, graduándose en 1872,  y llegó a Argentina en 1884 como director general de Arquitectura de la Nación.
Es responsable de la terminación de la Casa Rosada (sede de la Presidencia de la Nación), del proyecto original del Teatro Colón de Buenos Aires (luego modificado por Vittorio Meano y por Jules Dormal), de la antigua Facultad de Medicina de la Universidad de Buenos Aires (parcialmente demolida, actual edificio de la Facultad de Ciencias Económicas), del Departamento Central de la Policía Federal de la Escuela en Enseñanza Superior en Lenguas Vivas Mariano Acosta y de la actual Escuela de Danzas “Aída Mastrazzi”. Además, proyectó en 1889 un edificio para la Biblioteca Nacional, en la Avenida de Mayo, que no se construiría.
En la ciudad de Córdoba proyectó el Banco de Córdoba, el Hospital de Clínicas, la Cárcel Penitenciaria, y el Teatro Rivera Indarte (hoy Teatro del Libertador General San Martín).
En Rosario diseñó la Escuela Normal de Maestras, hoy llamada “Nicolás Avellaneda”.
En la ciudad de Salta proyectó también la Escuela Normal de Mujeres, hoy “Manuel Belgrano”.
Además, como encargos particulares, diseñó las residencias privadas del Presidente Miguel Juárez Celman y de su ministro Eduardo Wilde. Para Juárez Celman, también proyectó el casco de la Estancia “La Elisa”, en el antiguo partido de Capitán Sarmiento.

## Obras

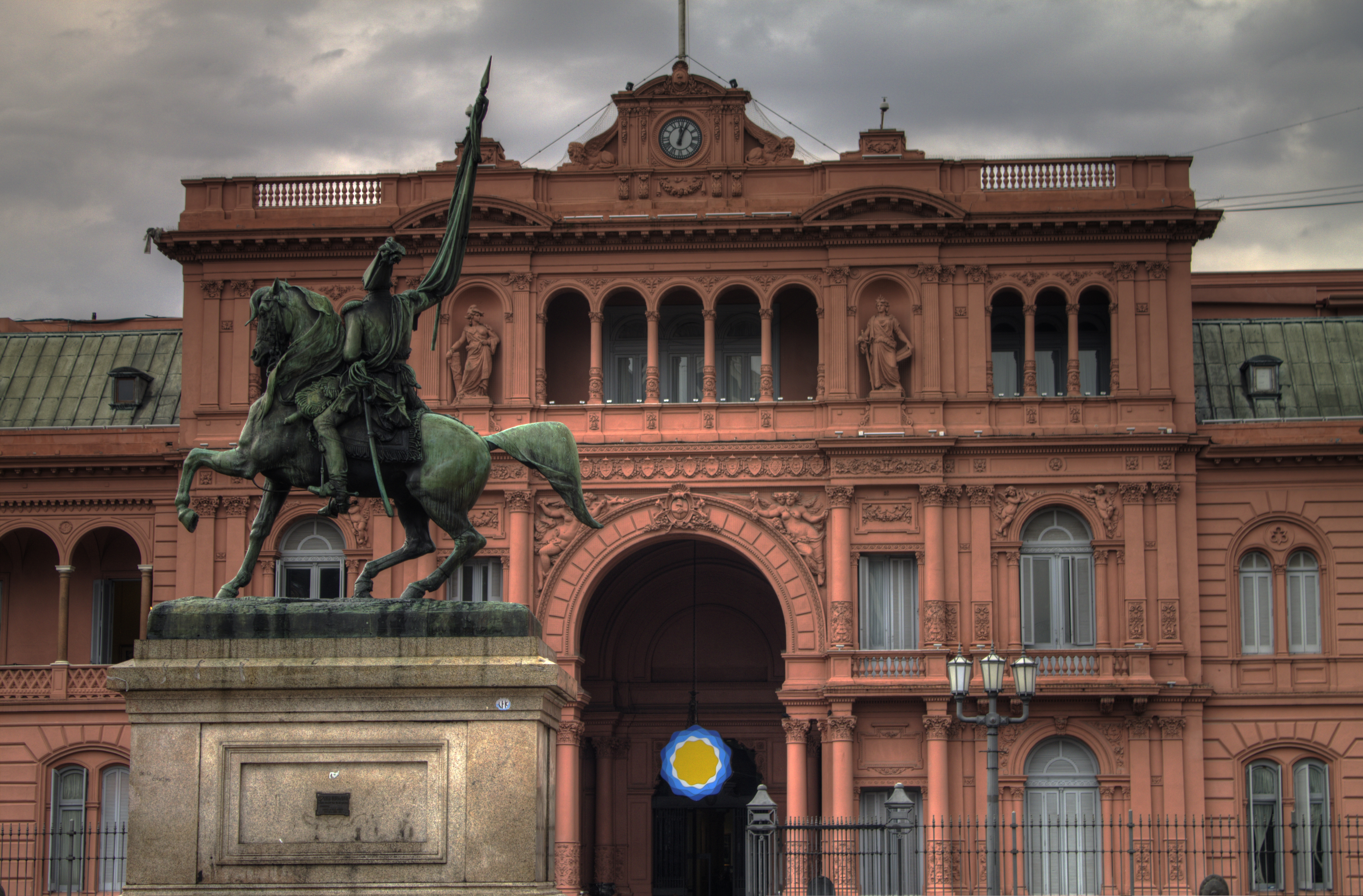
Pórtico de unión de la Casa Rosada, diseñado por Tamburini
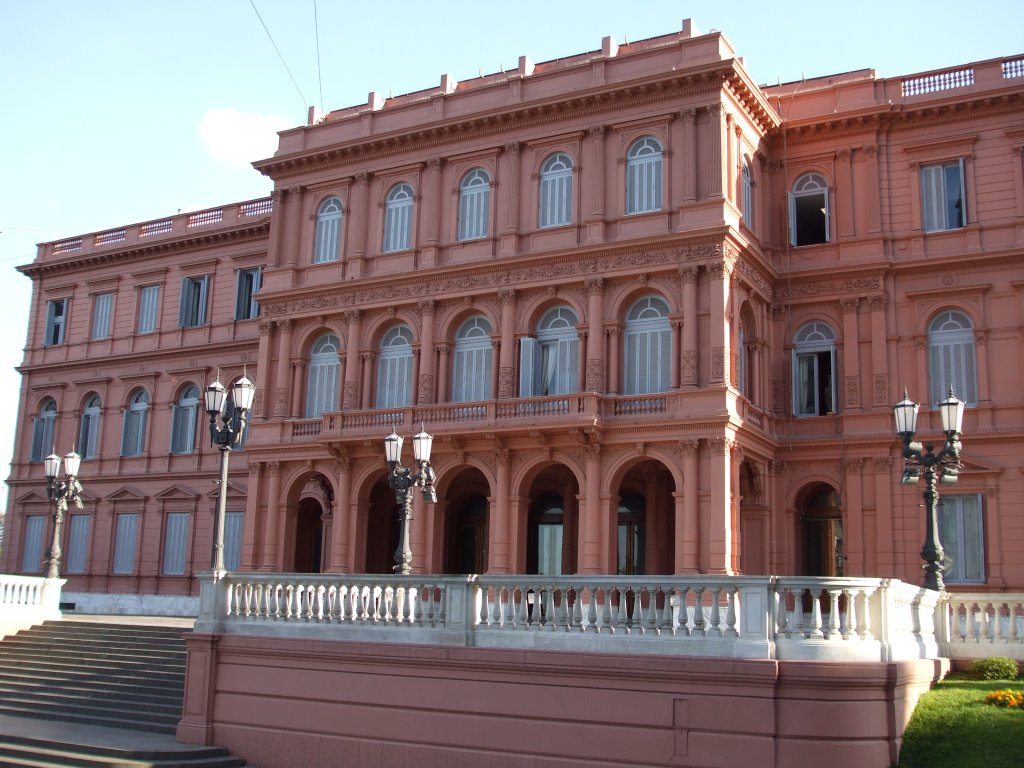
Entrada lateral de la Casa Rosada
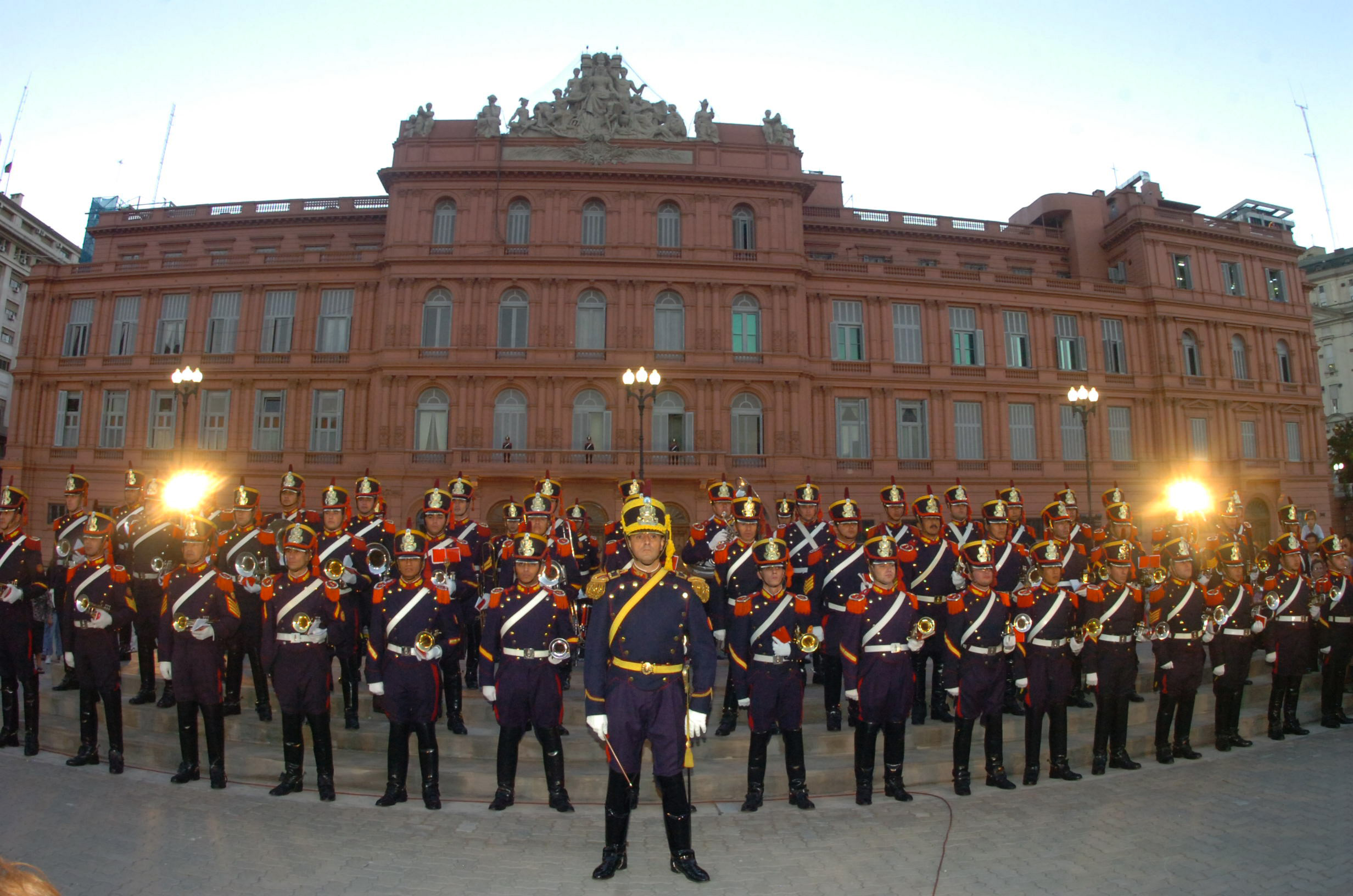
Fachada trasera de la Casa Rosada
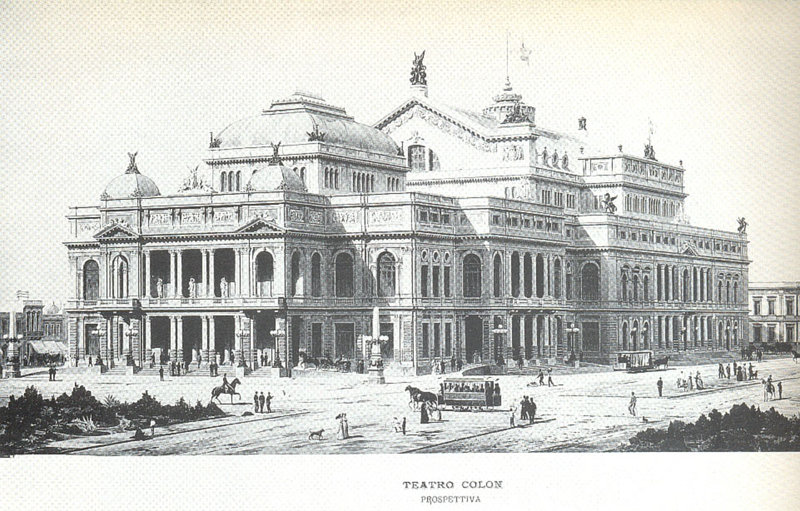
El proyecto original del Teatro Colón
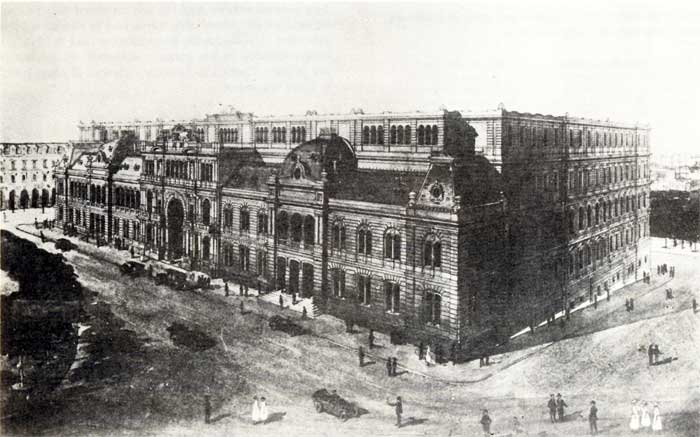
El proyecto original para la Casa Rosada
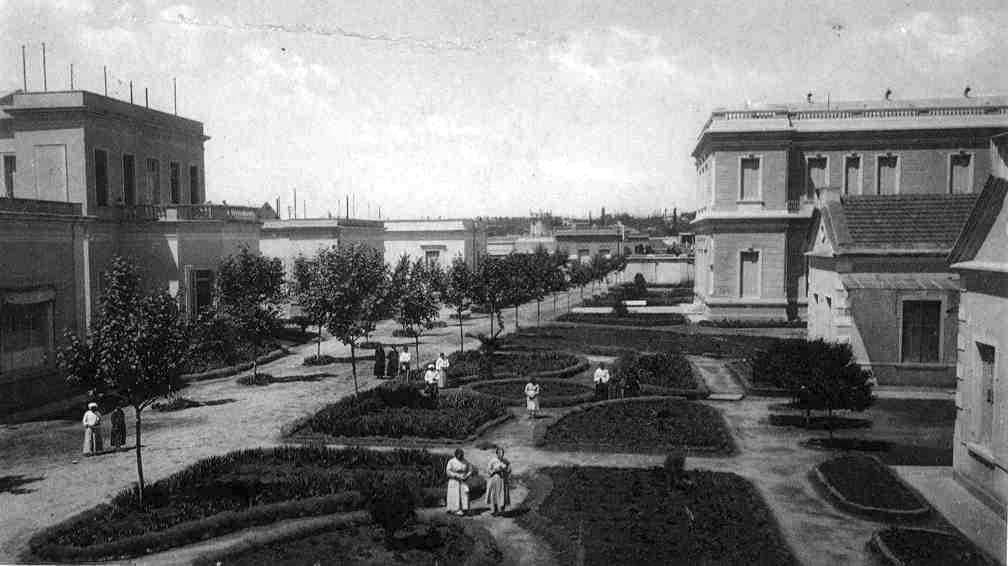
El Hospital de Clínicas, en Córdoba
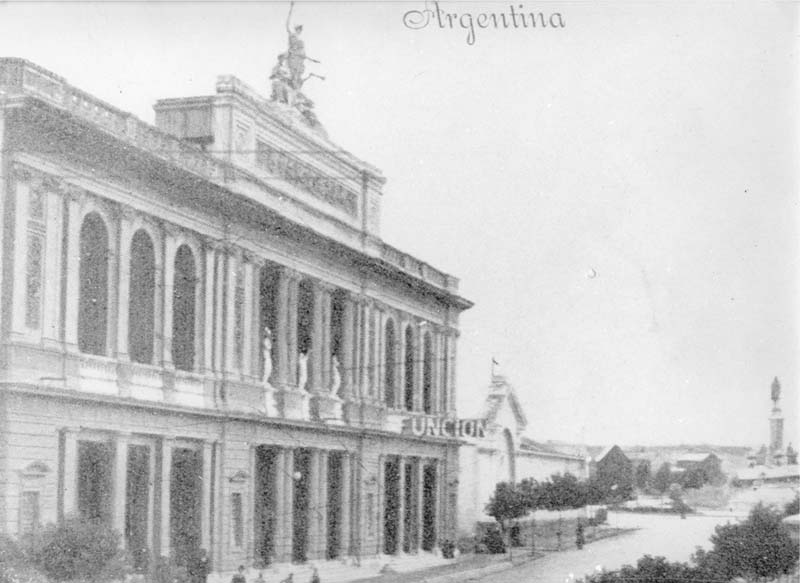
Teatro del Libertador General San Martín, en Córdoba
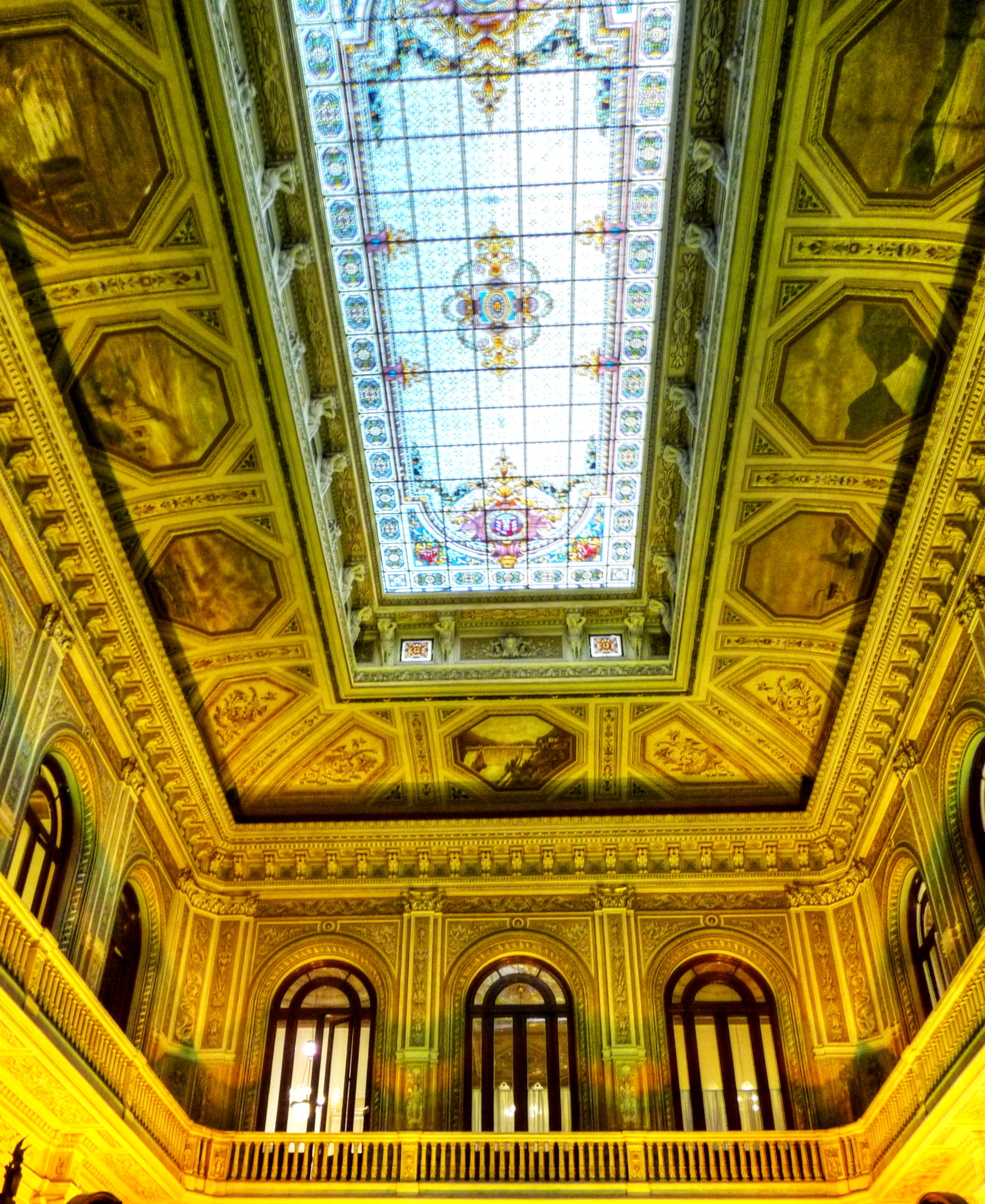
Hall del Banco de Córdoba